# غاري ماكدونالد
غاري ماكدونالد (بالإنجليزية: Garry McDonald)‏ هو ممثل أسترالي، ولد في 30 أكتوبر 1948 في أستراليا. من الجوائز التي نالها جائزة الكنز الحي الأسترالي ‏.

## جوائز
- جائزة الكنز الحي الأسترالي [الإنجليزية]‏

## وصلات خارجية
- غاري ماكدونالد على موقع IMDb (الإنجليزية)
- غاري ماكدونالد على موقع ميوزك برينز (الإنجليزية)
- غاري ماكدونالد على موقع ديسكوغز (الإنجليزية)
- غاري ماكدونالد على موقع قاعدة بيانات الفيلم (الإنجليزية)